# Ptyssiglottis
Ptyssiglottis là chi thực vật có hoa trong họ Acanthaceae.